# Wieluń (Ukraina)
Wieluń (ukr. Велюнь, Weluń) – wieś na Ukrainie, w obwodzie rówieńskim, w rejonie sarneńskim, w hromadzie Dąbrowica. W 2001 liczyła 706 mieszkańców, spośród których 701 wskazało jako ojczysty język ukraiński, 3 rosyjski, a 2 białoruski.
W okresie międzywojennym wieś znajdowała się w granicach II RP, wchodząc w skład gminy Wysock w powiecie stolińskim, w województwie poleskim.